# 294
El 294 (CCXCIV) fou un any comú començat en dilluns del calendari julià.
A l'imperi romà l'any va ser anomenat com el del consulat de Constantí i Valeri.

## Esdeveniments
- Es creu que aquest any es va publicar el Codex Gregorianus.

## Necrològiques
- Tuoba Fu, cap de la tribu Tuoba.